# ハートフォード・ホエーラーズ
ハートフォード・ホエーラーズ（Hartford Whalers）は、かつてアメリカ合衆国に存在した男子プロアイスホッケーチーム。本拠地はアメリカ合衆国コネチカット州ハートフォード。ナショナルホッケーリーグ(NHL)に加盟していた。

## 歴史
1972年にニューイングランド・ホエーラーズとして結成。主にボストンで試合を行っていた。初年度にWHA優勝。1979年にWHAとNHLが合併した後、ハートフォードに移転。しかし晩年は不振が続き、当時オーナーであったピーター・カルマノスは本拠地をノースカロライナ州ローリーに移転、カロライナ・ハリケーンズとして再出発した。

## 主な選手

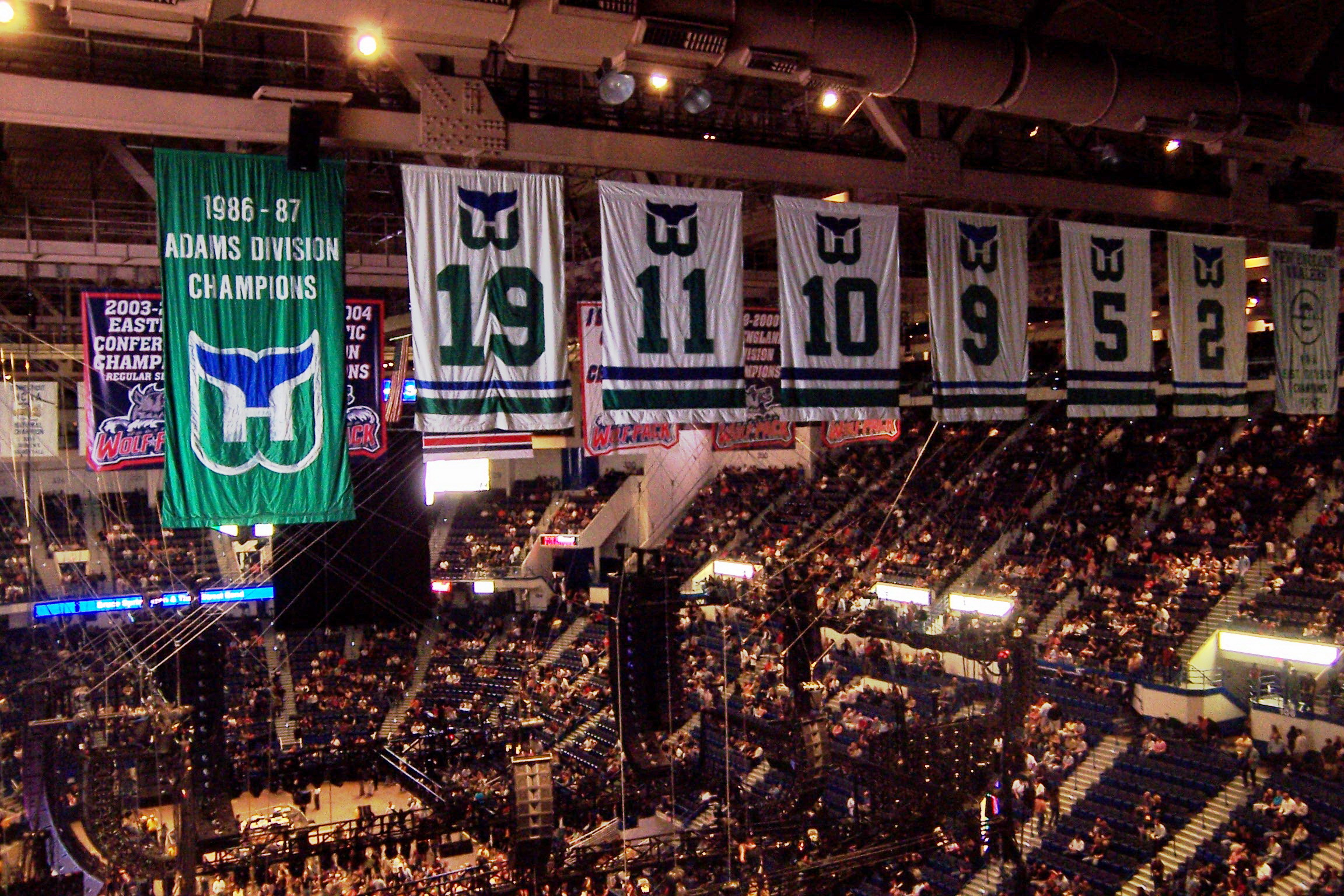
ハートフォードにあるXLセンターにはホエーラーズで活躍した選手のバーナーが掲げられている。

### 永久欠番
- 2 リック・レイ (Rick Ley)
- 9 ゴーディ・ハウ (Gordie Howe)
- 19 ジョン・マッケンジー (John McKenzie)

### 殿堂入り
- ポール・コフィ (Paul Coffey)
- デイブ・キオン (Dave Keon)
- ゴーディ・ハウ (Gordie Howe)
- ボビー・ハル (Bobby Hull)
- ロン・フランシス (Ron Francis)
- エミール・フランシス (Emile Francis)